# Pierre Lefèvre-Pontalis
Pour les articles homonymes, voir Lefèvre-Pontalis et Lefèvre.

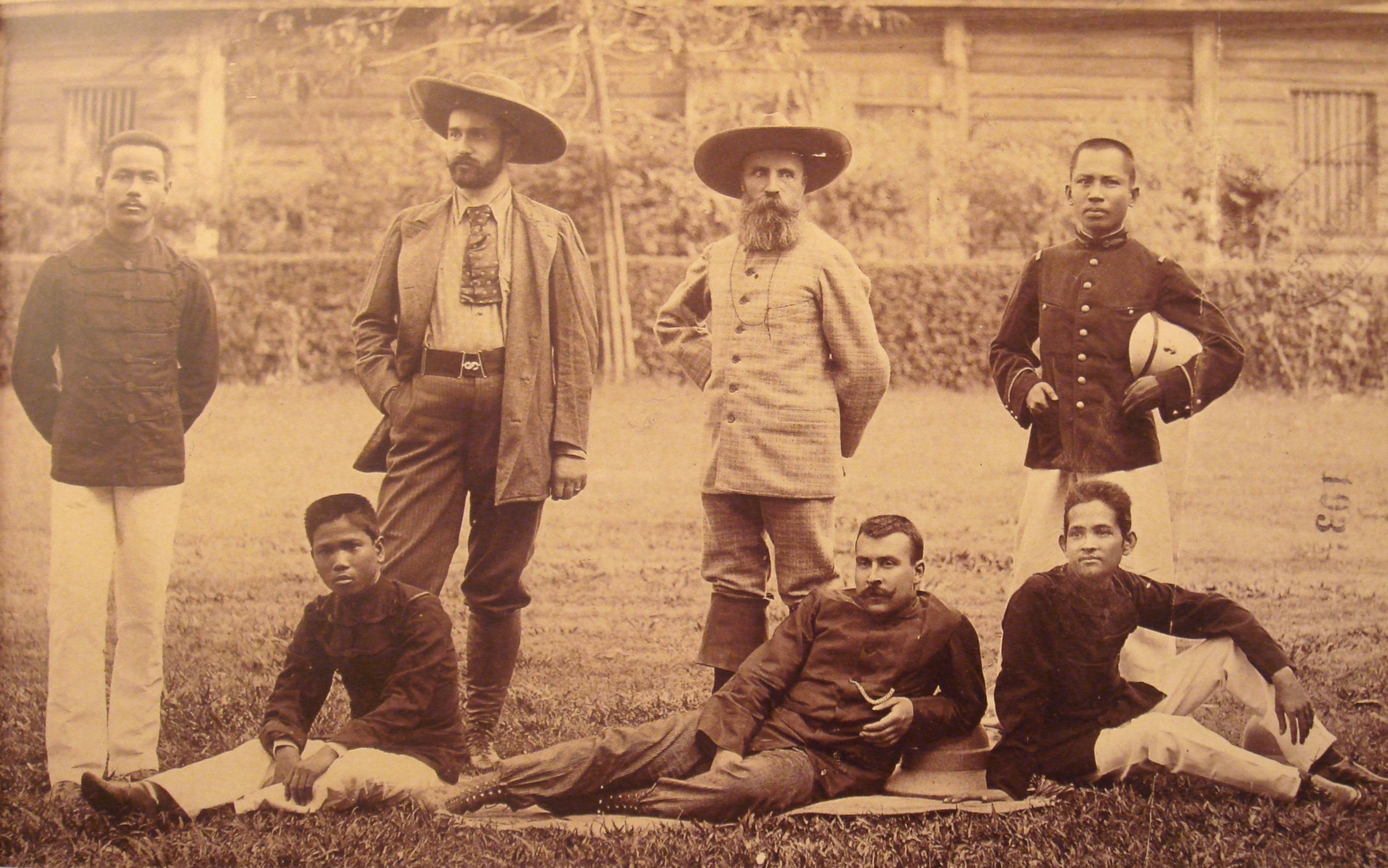
Lefèvre-Pontalis avec Auguste Pavie dans le protectorat français du Laos.

Pierre Antonin Lefèvre-Pontalis (né le 13 novembre 1864 à Paris et mort le 19 juin 1938 à Lausanne) est un diplomate français.

## Biographie
Pierre Lefèvre-Pontalis est le fils d'Amédée Lefèvre-Pontalis, le petit-fils de Gérard West et le gendre d'Ernest Déjardin-Verkinder. Il est licencié en droit et diplômé de l'École des Langues orientales vivantes pour le malais et l'annamite.
Il entre au ministère des Affaires étrangères en 1889 et y est attaché à la Direction commerciale et à la Direction politique.
Lefèvre-Pontalis est désigné attaché d'ambassade pour la mission spéciale en Indochine en 1889. Il devient commissaire-adjoint au Laos en 1894 et membre de la Commission de délimitation de la frontière du fleuve Rouge au Mékong et de la commission franco-anglaise du Mékong de 1894 à 1895.
Il est secrétaire d'ambassade au Caire en 1896, à Luxembourg et à Saint-Pétersbourg en 1899.
Il est envoyé en mission à l'Exposition d'Hanoï en 1902, secrétaire d'ambassade à Athènes en 1905, membre de la Commission de contrôle des finances helléniques en 1908 et secrétaire d'ambassade à Washington en 1909.
Lefèvre-Pontalis est ministre plénipotentiaire à Bangkok de 1912 à 1918, ministre plénipotentiaire et diurne du Consulat général du Caire de 1918 à 1920, puis Haut-Commissaire et ministre plénipotentiaire à Vienne de 1920 à 1924.
Il est inhumé dans la sépulture familiale du cimetière de Montmartre.

## Ouvrages
- « Notes sur quelques populations du nord de l'Indochine », Paris, 1892.
- « Note sur l'exploitation et le commerce du thé au Tonkin », E. Leroux, Paris, 1892.
- « Exploration de l'Indo-Chine: mémoires et documents », E. Leroux, Paris, 1894.
- « Notes sur quelques populations du nord de l'Indo-Chine », E. Leroux, Paris, 1896.
- « Les laotiens du royaume de Lan Chhang: d'après les annales de Luang-prabang », 1900.
- « Recueil de talismans laotiens », E. Leroux, Paris, 1900.
- Mission Pavie: Indo-Chine, 1879-1895 : Géographie et voyages. Voyages dans le haut Laos et sur les frontières de Chine et de Birmanie, Paris, E. Leroux, 1902 (lire en ligne)
- « Chansons et fêtes du Laos », E. Leroux, Paris, 1902.
- « Chansons et fêtes du Laos sur les rives du Mékhong », E. Leroux, Paris, 1906.
- « Bronzes Khmers: étude basée sur des documents recueillis par M.P. Lefevre-Pontalis dans les collections publiques et privées de Bangkok ... », 1926.
- « Notes sur des amulettes siamoises », 1926.
- « Invasion thaïe en Indo-Chine ».
- « Étude sur quelques alphabets et vocabulaires thais ».